# Český Brod
Český Brod (niem. Böhmisch Brod) – miasto w Czechach, w kraju środkowoczeskim. Według danych z 31 grudnia 2003 powierzchnia miasta wynosiła 1 971 ha, a liczba jego mieszkańców 6 609 osób.

## Nazwa
Nazwa Brod pochodzi od brodu przez rzeczkę Šemberę na szlaku handlowym z Pragi do Kolína i dalej na wschód i południe. Współczesna nazwa Český Brod jest używana od początku XIV wieku.

## Historia
Przed X wiekiem przebiegała tutaj granica oddzielająca plemiona Czechów od Zliczan.
Český Brod został założony najprawdopodobniej przez praskiego biskupa Jana I w XII wieku jako osada handlowa na szlaku łączącym Pragę z południową i wschodnią Europą. Prawa miejskie i nazwę Biskupský Brod (Broda Episcopalis) uzyskał od praskiego biskupa Jana III z Dražic prawdopodobnie w roku 1268. W roku 1289 był już Brod miastem targowym. Charakter Českého Brodu jako miasta biskupiego i arcybiskupiego zakończył się w okresie wojen husyckich, podczas których miasto odegrało znaczącą rolę.

## Demografia
| Rok             | 1970  | 1980  | 1991  | 2001  | 2003  |
| --------------- | ----- | ----- | ----- | ----- | ----- |
| Liczba ludności | 6 642 | 6 893 | 7 031 | 6 670 | 6 609 |

Źródło: Czeski Urząd Statystyczny